# Typosyllis nigropunctata
Typosyllis nigropunctata är en ringmaskart som först beskrevs av William Aitcheson Haswell 1886.  Typosyllis nigropunctata ingår i släktet Typosyllis och familjen Syllidae. Inga underarter finns listade i Catalogue of Life.